# Lijst van burgemeesters van Wijngaarden
Dit is een lijst van burgemeesters van de voormalige Nederlandse gemeente Wijngaarden (provincie Zuid-Holland) tot die gemeente op 1 januari 1986 opging in de gemeente Graafstroom.
| Ambtsperiode | Naam burgemeester                       | Partij of stroming | Bijzonderheden |
| ------------ | --------------------------------------- | ------------------ | --- |
| 18?? - 18??  | Gerardus van Hattem                     |                    | tevens burgemeester van Sliedrecht (1825-1844) |
| 1840 - 1852  | Jan Adrianus van Hattem                 |                    | tevens burgemeester van Hofwegen (1850-1852) en Sliedrecht (1844-1883)                                                                                         |
| 1852 - 1853  | dr. Willem Cornelis van den Brandeler   |                    | al sinds 1850 burgemeester van Bleskensgraaf, Molenaarsgraaf en Brandwijk en vanaf 1852 ook van Hofwegen, later burgemeester van Noordwijk, Voorburg en Leiden |
| 1853 - 1854  | Nicolaas Ahazuerus Cornelis Slotenmaker |                    | tevens burgemeester van Brandwijk, Molenaarsgraaf, Bleskensgraaf en Hofwegen                                                                                   |
| 1855 - 1897  | Aart Cornelis Groeneveldt               |                    | tevens burgemeester van Brandwijk (1855-1895) en Molenaarsgraaf (1855-1896)                                                                                    |
| 1897 - 1904  | Pier (P.) Pruis                         |                    | tevens burgemeester van Brandwijk (1895-1904) en Molenaarsgraaf (1896-1904), later van Vlaardingen                                                             |
| 1904 - 1933  | Hendrik Adriaan van der Hoeven          |                    | tevens burgemeester van Brandwijk en Molenaarsgraaf |
| 1933 - 1956  | Dirk (D.) Brouwer                       | ARP                | tevens burgemeester van Brandwijk en Molenaarsgraaf, eerder van Den Bommel                                                                                     |
| 1957 - 1980  | Siemen (S.) Top                         | ARP                | tevens burgemeester van Brandwijk en Molenaarsgraaf |
| 1980 - 1985  | Gerrit (G.W.) Abbring                   | CDA                | tevens burgemeester van Brandwijk en Molenaarsgraaf, later burgemeester van Graafstroom                                                                        |